# ホーエンフルヒ
ホーエンフルヒ (ドイツ語: Hohenfurch) は、ドイツ連邦共和国バイエルン州オーバーバイエルン行政管区のヴァイルハイム＝ショーンガウ郡に属す町村（以下、本項では便宜上「町」と記述する）であり、アルテンシュタット行政共同体を構成する自治体の一つである。

## 地理
ホーエンフルヒはプファッフェンヴィンケルのオーバーラント地方に位置する。

### 自治体の構成
この町は、公式には 2つの地区 (Ort) からなる。このうち小集落や孤立農場などを除く集落は、首邑のホーエンフルヒのみである。

### 地質学
ホーエンフルヒはアルプス前山部にあり、レヒ氷河の終堆石のすぐ南に位置する。

## 歴史
1785年までオーバードルフ（上の村）はアウクスブルク司教本部に、ウンタードルフ（下の村）はフュッセンの聖マンク修道院の所領であった。やがて所領交換により、どちらの村もシュタインガーデン修道院の所領となり、これによりバイエルン選帝侯領の一部となった。シュタインガーデン修道院は1802年までホーエンフルヒを閉鎖ホーフマルクとして保有した。1818年に現在の自治体が成立した。

### 人口推移
- 1970年 1,092人
- 1987年 1,274人
- 2000年 1,399人

## 行政
町長は、2008年の選挙以降、グントラム・フォーゲルスゲザング (CSU) である。

## 経済と社会資本

### 教育
- 国民学校 1校

### 観光

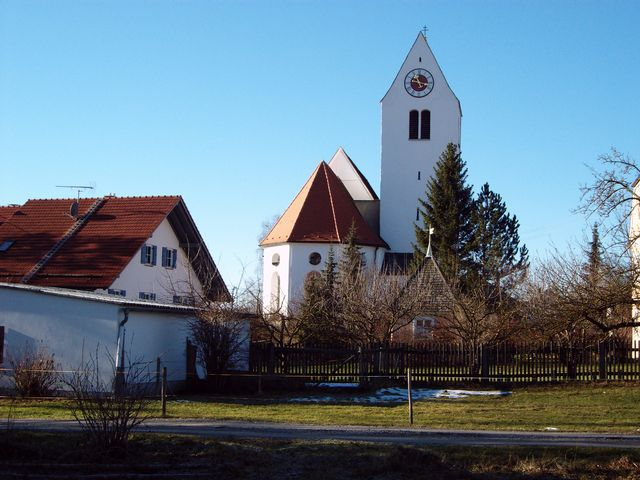
ホーエンフルヒのマリア被昇天教区教会

ホーエンフルヒは、以下の観光連盟に加盟している。
- ロマンティック街道
- ヴィア・クラウディア
- プファッフェンヴィンケル観光連盟
- アウアーベルクラント

## 引用
1. ↑  https://www.statistikdaten.bayern.de/genesis/online?operation=result&code=12411-003r&leerzeilen=false&language=de Genesis-Online-Datenbank des Bayerischen Landesamtes für Statistik Tabelle 12411-003r Fortschreibung des Bevölkerungsstandes: Gemeinden, Stichtag (Einwohnerzahlen auf Grundlage des Zensus 2011)
2. ↑  Bayerische Landesbibliothek Online